# Tarradale Castle
Tarradale Castle ist eine abgegangene Niederungsburg bei Muir of Ord vermutlich etwas nordwestlich des heutigen Tarradale House.
König Robert the Bruce eroberte und zerstörte die Burg 1308.
Tarradale House wurde 1680 auf dem Gelände der ehemaligen Burg errichtet und danach mehrfach erweitert. Sir Roderick Murchison wurde hier 1792 geboren, nachdem sein Vater das Haus nach seiner Rückkehr aus Kalkutta gekauft hatte.
Bis ins 20. Jahrhundert gehörte das Haus Miss Amy Yule, einer Verwandten der Murchisons. Sie ließ den Bibliotheksturm anbauen und einen eingefriedeten Garten anlegen.
Nach ihrem Tod wurde das Anwesen durch den Murchison of Tarradale Trust verwaltet und diente als Erholungs- und Studierort für Studenten aus den Highlands. Anschließend wurde es an die University of Aberdeen verkauft.
Seit 2004 ist das Haus erneut in privater Hand. Der heutige Eigentümer ließ es umfangreich renovieren und umbauen.